# Виктория (сериал)
Вижте пояснителната страница за други значения на Виктория.
„Виктория“ е британски драматичен сериал, създаден от Дейзи Гудуин. Сериалът е обявен на през септември 2015, когато Джена Коулман решава да напусне Доктор Ху и да вземе главната роля на кралица Виктория в сериала.
Премиерата на „Виктория“ е на 28 август 2016 по ITV. Първият сезон се състои от осем епизода и приключва на 9 октомври 2016. През септември е обновен за нов втори сезон и коледен епизод, които ще излязат през 2017 г.

## Сюжет
Първият сезон изобразява първите няколко години от управлението на кралица Виктория, играна от Джена Коулман, от момента на възкачването на трона на 18-годишна възраст, приятелството и увлечението ѝ с лорд Мелбърн, брака ѝ с принц Алберт (игран от Том Хюз) до рождението на първото ѝ дете - Виктория.

## Герои

### Главни
- Джена Коулман като кралица Виктория
- Том Хюз като принц Алберт
- Питър Боулс като херцог на Уелингтън
- Катрин Флеминг като херцогиня на Кент
- Даниела Холц като баронеса Лецен
- Нел Хъдсън като мис Скерет
- Фердинанд Кингсли като Чарлз Елме Франкатели
- Томи Найт като Броди
- Найджъл Линдзи като Робърт Пийл
- Ив Майлс като г-жа Дженкинс
- Дейвид Оукс като принц Ърнест
- Пол Рис като Джон Конрой
- Ейдриън Шилер като Пендж
- Петер Фирт като херцог на Камберленд и Тевиотдале
- Алекс Дженингс като крал Леополд
- Руфъс Сюъл като лорд Мелбърн